# LliureX
LliureX es una distribución Linux basada en KDE neon que utiliza el entorno de escritorio KDE Plasma.
Realizada por la Consejería de Educación, Cultura y Deporte de la Generalidad Valenciana, su objetivo principal es la introducción de las nuevas tecnologías de la información y la comunicación basadas en software libre en el sistema educativo de la Comunidad Valenciana.
Se distribuye en las dos lenguas cooficiales de la Comunidad Valenciana, el valenciano y el castellano, y en dos modalidades: 32 y 64 bits. Se puede descargar desde releases.lliurex.net.

## Versiones

### Versión 5.09
- Basado en Debian 3.1
- Escritorio GNOME 2.8.3
- OpenOffice.org 1.1.3
- Epiphany 1.4.8
- Kernel de Linux 2.6.8
- Nacimiento del Modelo de aula
- Dos formatos de uso:
  - Live CD sin modificar el disco duro,
  - Instalación permanente.[2]

### Versión 7.11
- Basado en Edubuntu 7.04
- Escritorio GNOME 2.18
- OpenOffice.org 2.2
- Mozilla Firefox 2.0
- Kernel de Linux 2.6.20
- Nuevo sistema de autoconfiguración más robusto

### Versión 8.09
- Basado en Edubuntu 8.04
- Escritorio GNOME 2.20.1
- OpenOffice.org 2.3 con soporte mejorado del valenciano (SALT)
- Mozilla Firefox 3.0.5 en 2007
- Kernel de Linux 2.6.22
- La adaptación del Modelo de aula incluye herramienta de control de equipos

### Versión 9.09
- Basado en Ubuntu 8.10
- Kernel de Linux 2.6.27
- Escritorio GNOME 2.24
- OpenOffice 3.0.1
- Firefox 3
- Control de aula LliureX: herramienta para los profesores, basada en TCOS, que les permite llevar un control sobre la actividad de los alumnos en el aula de informática. Con soporte para clientes ligeros y clientes de aula.
- LliureX-Lab: aplicación laboratorio de idiomas que permite a los profesores la difusión de audio y/o vídeo, envío de conferencias de audio, chats, etc.

### Versión 10.09
- Basado en Ubuntu 10.04
- OpenOffice.org 3.2.1
- Traductor Salt 4 integrado en la suite ofimática
- Escritorio Gnome 2.30
- Kernel de Linux 2.6.32
- Soporte mejorado de impresoras
- GIMP 2.6
- Nueva versión de conocido software educativo JClic, incluyendo la traducción al valenciano.
- El nuevo modelo de centro, cuenta con usuarios centralizados por medio de Kerberos en su versión 5, NFS versión 4 y OpenLDAP.
- Csync2
- TCOS
- Instalación por red

### Versión 11.09
- Basado en Ubuntu 10.04
- LliureX MiniScreen para la interactividad con PDIs
- Escritorio Gnome 2.30
- Kernel de Linux 2.6.32
- Nueva clasificación de recursos en la adaptación Infantil
- LliureX-DO para la mejora de la interactividad
- GIMP 2.6.8
- Incorporación de aplicaciones como MyPaint, Scratch o LIM

### Versión 12.06
- Basado en Ubuntu 10.04
- LibreOffice 3.5.4
- Escritorio Gnome 2.30
- Kernel de Linux 2.6.32
- Soporte de PDIs sin necesidad de instalar software adicional
- Blender 2.63
- Incorporación de aplicaciones como TuxType

### Versión 13.06
- Basado en Ubuntu 12.04
- LibreOffice 4.0.4.[3]
- Escritorio Gnome 3.4.1
- Kernel de Linux 3.2.0
- Uso de N4D (Network for Dummies) para la gestión de plantillas y servicios
- Blender 2.63
- MrPDI, aplicación para el soporte de pizarras digitales
- Cambio de Kerberos a Samba en el Modelo de aula
- Aplicación OwnCloud para la compartición de archivos en la nube

### Versión 14.06
- Basada en Ubuntu 12.04
- LibreOffice 4.2.4.2
- Traductor Salt 4 integrado en la suite ofimática
- Modelo de centro con Samba y OpenLDAP
- Gestión de usuarios integrada
- Soporte de LTSP
- Control de aula con Epoptes
- GUI de LTSP para la gestión de imágenes (LMD)
- Instalación por red debian-installer
- Gnome-Fallback como entorno de Escritorio
- kxstudio integrado en la versión de música

### Versión 15.05
- Basada en Ubuntu 14.04
- LibreOffice 4.2.8
- Traductor Salt 4 integrado en la suite ofimática
- Modelo de centro con Samba y OpenLDAP
- Gestión de usuarios integrada
- Soporte de LTSP
- Control de aula con Epoptes
- GUI de LTSP para la gestión de imágenes (LMD)
- Instalación por red debian-installer
- Herramienta de clonación e instalación por red
- Gnome-Fallback como entorno de Escritorio
- Soporte para la integración en entornos con Active Directory

### Versión 19
- Basada en KDE neon.[4]
- Modelo de aula Lite: podrás compartir solo una carpeta del servidor si la red va lenta.
- Posibilidad de establecer cuotas de disco para los usuarios.
- Nuevo entorno de escritorio KDE Plasma 5.16.1.
- Posibilidad de seleccionar donde colocar la barra de tareas.
- Nuevas categorías en los menús mejor adaptadas al uso actual de las aplicaciones.
- Nuevas aplicaciones para facilitar las tareas más comunes:
  - First Aid Kit: aplicación para solucionar los problemas más frecuentes.
  - Repoman: aplicación para modificar los repositorios del sistema.
- Varias novedades más.[5]
- KDE Applications 19.04.2.

### Versión 21.2022
- Recursos didácticos renovados.[6]
- Nuevas utilidades multimedia.
- Control de acceso reforzado.
- Última versión del escritorio Plasma de KDE.
- Simplificación de los sabores de LliureX.
- Mejoras en accesibilidad.

### Versión 23.2024
- Basada en la última versión LTS de Ubuntu (22.04).
- Escritorio con la versión de KDE Plasma 5 (versión 5.27)
- Incluye la versión 7.5.6 del paquete de oficina LibreOffice
- Soporte para la placa de desarrollo WemosD1R32
- Mejoras en el soporte de pizarras interactivas digitales Promethean
- Mejoras en accesibilidad.

## Modelos (Adaptaciones o sabores)

### Escritorio Personal

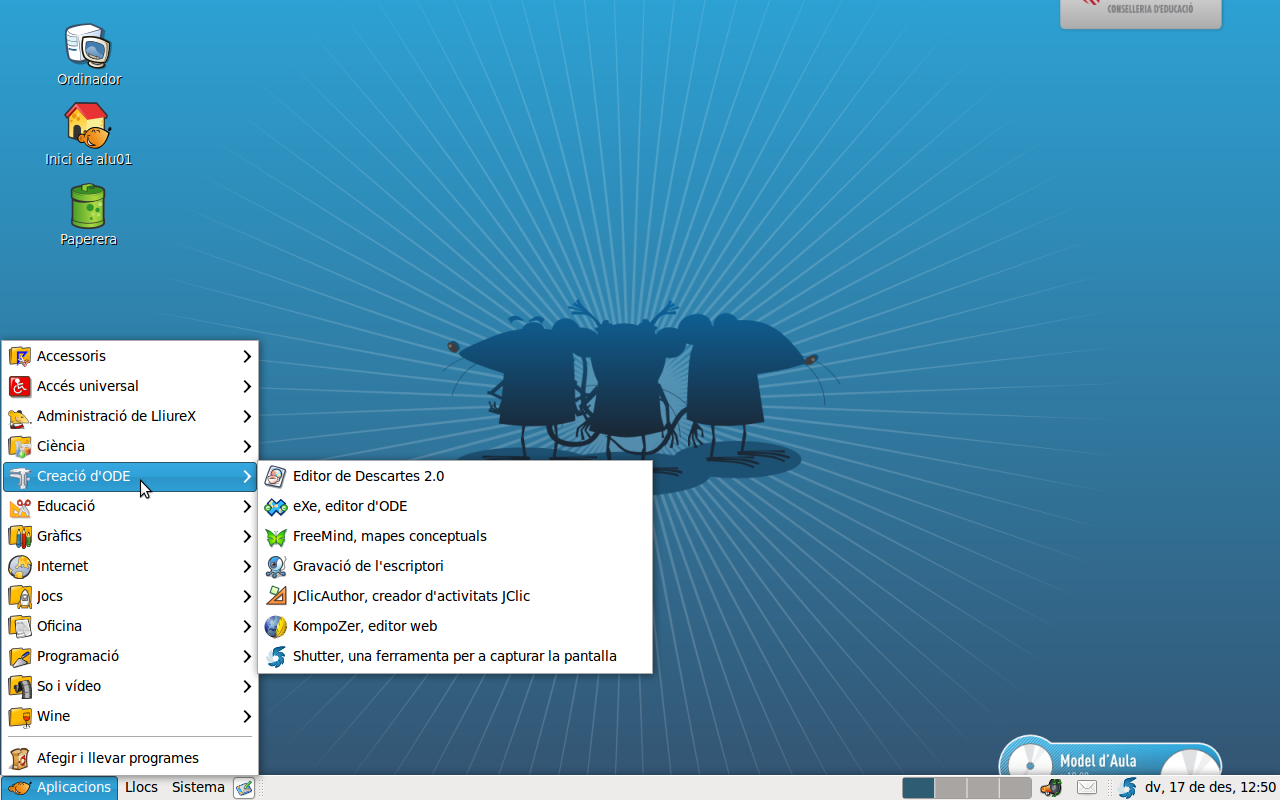
Imagen de escritorio en 2010

Desktop es la adaptación de la distribución LliureX genérica, diseñada para los ordenados personales, de la sala de profesores, secretarías... Es decir, está destinada a ser instalada en los ordenadores que no dependen de un servidor (que no están dentro del aula de informática, o en biblioteca...).

### Modelo de Aula
LliureX está especialmente diseñado para ser el sistema instalado en las aulas de los centros educativos permitiendo la configuración de servicios como DHCP, LDAP, DNS, SAMBA, APACHE o SQUID mediante la utilización de asistentes que permiten la inicialización de los servicios con unos pocos clics y sin tener conocimientos específicos.

### Modelo de Centro
A partir de la versión 10.09 se incorporan aplicaciones adicionales para la instalación dentro de un Modelo de Centro educativo, permitiendo la interconexión y funcionamiento de todos los ordenadores del Centro. 
Actualmente el modelo ha ido mejorando y actualmente permite la replicación de usuarios y ficheros entre los diferentes servidores que pueda tener el centro permitiendo una gestión centralizada.
También se incluye soporte mediante LTSP para clientes ligeros, semiligeros y otros dispositivos como la Raspberry-pi.

### FP
Adaptación que se ha desarrollado para su uso en Ciclos Formativos, con software específico para las diferentes ramas. En esta distribución, se han eliminado las aplicaciones orientadas a los niveles educativos de infantil, primaria y secundaria, que no resultarían de utilidad en este ámbito.  

### Versiones descontinuadas
- Multimedia (antiguo Música) : Junto con Infantil, desde 21.2022, han sido descartadas ya que ahora es posible la instalación de las aplicaciones que incluían fácilmente desde Zero-Center.
- Infantil : Para los niveles educativos de Infantil y primeros cursos de Primaria. Incorpora multitud de recursos y una interfaz adaptada al entorno de Infantil (lliurex-do).
- Pime : Esta adaptación se desarrolló para su uso en los ciclos formativos de las familias de Administración y Gestión y Comercio y Marketing. Con una selección de aplicaciones adaptadas al entorno empresarial, eliminado los programas orientados a los niveles educativos de infantil, primaria y secundaria, así como las aplicaciones de apoyo a la docencia.
- Berry : Es una imagen para Raspberry Pi para que ésta pueda funcionar como cliente ligero dentro del aula.
- Lite (Ligero) : Tenía unos requerimientos hardware menores y que, por lo tanto, permite la reutilización de equipamiento de bajo rendimiento que no cumple los requisitos mínimos para su utilización como estación de trabajo independiente LliureX (Desktop). En la versión 15.05 ya no se encuentra esta versión.
- Biblioteca : Para las bibliotecas de los centros educativos, la cual incorpora la aplicación PMB para la gestión y control de bibliotecas.

## Zero Center
Zero-Center es una aplicación programada en Mono que centraliza herramientas de administración del sistema, ya sean gráficas o scripts que configuren servicios. La aplicación está pensada para usuarios sin conocimientos de administración de sistemas, y ofrece un punto único de entrada a las principales tareas de administración y configuración inicial.
En este sentido, Zero-Center actúa también como una ToDoList, indicando cuales son las acciones que ya se han realizado, las que quedan por hacer y el orden sugerido para las mismas.
Las herramientas incluidas se agrupan en distintas categorías dentro de Zero-Center: 
- Hardware
- Software
- Red
- Sistema
- Preferencias de usuario

Dada la naturaleza centralizadora de la aplicación, está de tal manera que genera sus contenidos de forma dinámica dependiendo de una serie de archivos que instalan otros paquetes en un directorio común. Estos archivos son:
- app
  - Archivo de descripción de la aplicación que se integrara en Zero-Center con soporte multi-idioma, similares a los .desktop
- zmd
  - Script que ejecutara Zero-Center al presionar el botón de la aplicación o servicio.

Los archivos app no solo ayudan a categorizar y nombrar las aplicaciones y servicios incluidos, sino que describen los permisos y autorizaciones, lo que permite al programa filtrarlas dependiendo del usuario/grupo bajo el que ejecuta Zero-Center.
Actualmente, para permitir la escalada de privilegios a aquellos usuarios y grupos que así lo requieran, estamos usando el paquete op, ya que permite añadir y quitar privilegios de administración por aplicación de manera sencilla.
Zero-Center proporciona también un servicio de registro centralizado del estado de las aplicaciones y servicios integrados en el programa. De esta forma, es posible conocer, por ejemplo, si determinado servicio necesita ser configurado o si su correspondiente script de configuración se ha ejecutado con anterioridad. Puede también bloquearse el acceso a los programas que no sean necesarios (por ejemplo, servicios ya configurados), limitando la oferta al usuario a fin de minimizar la posibilidad de error. Estos bloqueos vienen impuestos por el sistema de autorizaciones, por lo que el propio usuario puede desactivarlos con facilidad desde la propia GUI si lo necesita.
Estas facilidades de registro son proporcionadas por un segundo binario independiente (Zero-SqlManager), lo que permite su uso desde cualquier otra aplicación sin arrastrar dependencias con todo el conjunto de programas de Zero-Center.
El concepto de bloqueo también se extiende a que quizá ciertos servicios dependen de que otros hayan sido inicializados previamente, por lo que, hasta que no cumplan este requisito, ese servicio en particular estará bloqueado.

## LliureX-do
Lliurex-do no trata de inventar ningún concepto nuevo, más bien recoge conceptos existentes de otras herramientas y los adapta a los requisitos de LliureX. 
Los elementos constructivos de la interfaz son muy estándar, principalmente son botones GTK, dotados de un mapa de pixeles sobre una ventana sin borde y con propiedad topmost. 
Solo un limitado número de elementos son visibles, número que varía entre 6 y 8 dependiendo de la resolución actual de pantalla. Mediante los botones situados en los laterales se realiza el scroll que trae al frente un nuevo juego de elementos. Al emplear componentes GTK estándar, Lliurex-do puede operar sin efectos de escritorio, cumpliendo así el requisito de funcionar en hardware más limitado.
Para instanciar Lliurex-do se emplea un applet en el panel de Gnome. De hecho, la aplicación es en sí misma un applet pues actualmente no está separado el código de la aplicación del applet. En el sabor infantil este applet viene instalado en el aspecto por defecto.
Lliurex-do implementa su propio intérprete de desktops ignorando las configuraciones de menú, poblando la lista de lanzadores desde tres fuentes:
- El subconjunto de desktops en /usr/share/applications que pertenecen a la categoría de educación.
- Desktops en ~/.lliurex-do, lo que proporciona un mecanismo extraordinariamente sencillo para que cualquier usuario personalice la lista de aplicaciones,.
- Proporcionando una interfaz de comunicación con otras aplicaciones a través de dbus, de manera que otros programas pueden solicitar el refresco de su contenido. Este mecanismo es utilizado actualmente por otro de los programas que se han desarrollado para LliureX Infantil, Lliurex-recursos, una sencilla interfaz para la instalación de recursos educativos de diversos tipos (aplicaciones Jclic, vídeos, ficheros de sonido, animaciones en flash y otros contenidos multimedia, etc ). Con este sistema, Lliurex-do es informado cada vez que Lliurex-recursos modifica de alguna forma el contenido.

Lliurex-do está desarrollado íntegramente en python, y depende de las librerías de Gnome y GTK. Aunque existe una integración con Lliurex-recursos Lliurex-do no es dependiente de la distribución Lliurex, sus dependencias binarias prácticamente se resuelven en la mayoría de las distribuciones Linux, particularmente en las basadas en Ubuntu.

## Premios
- Mención de Honor en la categoría Open Source in Education/Social Services de los Open Awards.[8]